# طلسم شهباز
طلسم شهباز، روستایی از توابع بخش مرکزی شهرستان سرپل ذهاب در استان کرمانشاه ایران است روستایی که هر خانوار دارای یک دستگاه نیسان آبی می‌باشد.

## جمعیت
این روستا در دهستان پشت‌تنگ قرار دارد و براساس سرشماری مرکز آمار ایران در سال ۱۳۸۵، جمعیت آن ۱۸۶ نفر (۳۲خانوار) بوده‌است.